# Метрополитен Брешиа
Метрополитен Брешиа (итал. Metropolitana di Brescia; также Metrobus и Metro.bs) — действующее метро в итальянском городе Брешиа. На всех станциях установлены платформенные раздвижные двери.

## Линии
Первая линия 13,7 км в длину с 17 станциями от станции «Буффалора» до «Преальпино». Она связывает северную часть города с юго-восточной, пересекая исторический центр.
После около 20 лет проектов, дискуссий, полемики и референдума в 2003 году был заключён контракт на сумму 575 млн евро с консорциумом Ansaldo STS. Работы по строительству начались в январе 2004 года, однако обнаружение археологических находок привело к задержкам и перепланировке станций. Первая линия открыта в 2013 году.
Поезда без машиниста фирмы Ansaldobreda (ныне – Hitachi Rail Italy) аналогичны поездам, используемым в Копенгагенском метрополитене. Максимальная скорость подвижного состава – 80 км/ч. Вместимость поездов — до 300 человек.

## Станции
Первая линия :
- Преальпино / Prealpino
- Casazza
- Mompiano
- Europa
- Ospedale
- Marconi
- S. Faustino
- Vittoria
- Стационе Ф. С. / Stazione F.S. Пересадка на вокзал/станцию Брешия с 2013 года.
- Brescia Due
- Lamarmora
- Volta
- Poliambulanza
- S. Polo Parco
- S. Polo Cimabue
- Sanpolino
- Буффалора / S. Eufemia / Buffalora

Вторая линия (проект):
- (итал. Fiera)
- (итал. Orzinuovi 2)
- (итал. Orzinuovi 1)
- (итал. Rodi)
- (итал. Lamarmora) (связь с первой линией)

Третья линия (проект):
- (итал. Inzino)
- (итал. Gardone)
- (итал. Zanano)
- (итал. Sarezzo)
- (итал. Villa Carcina)
- (итал. Cailina)
- (итал. San Vigilio)
- (итал. Concesio)
- (итал. Stocchetta)
- Преальпино (связь с первой линией)